# Circus Boltini

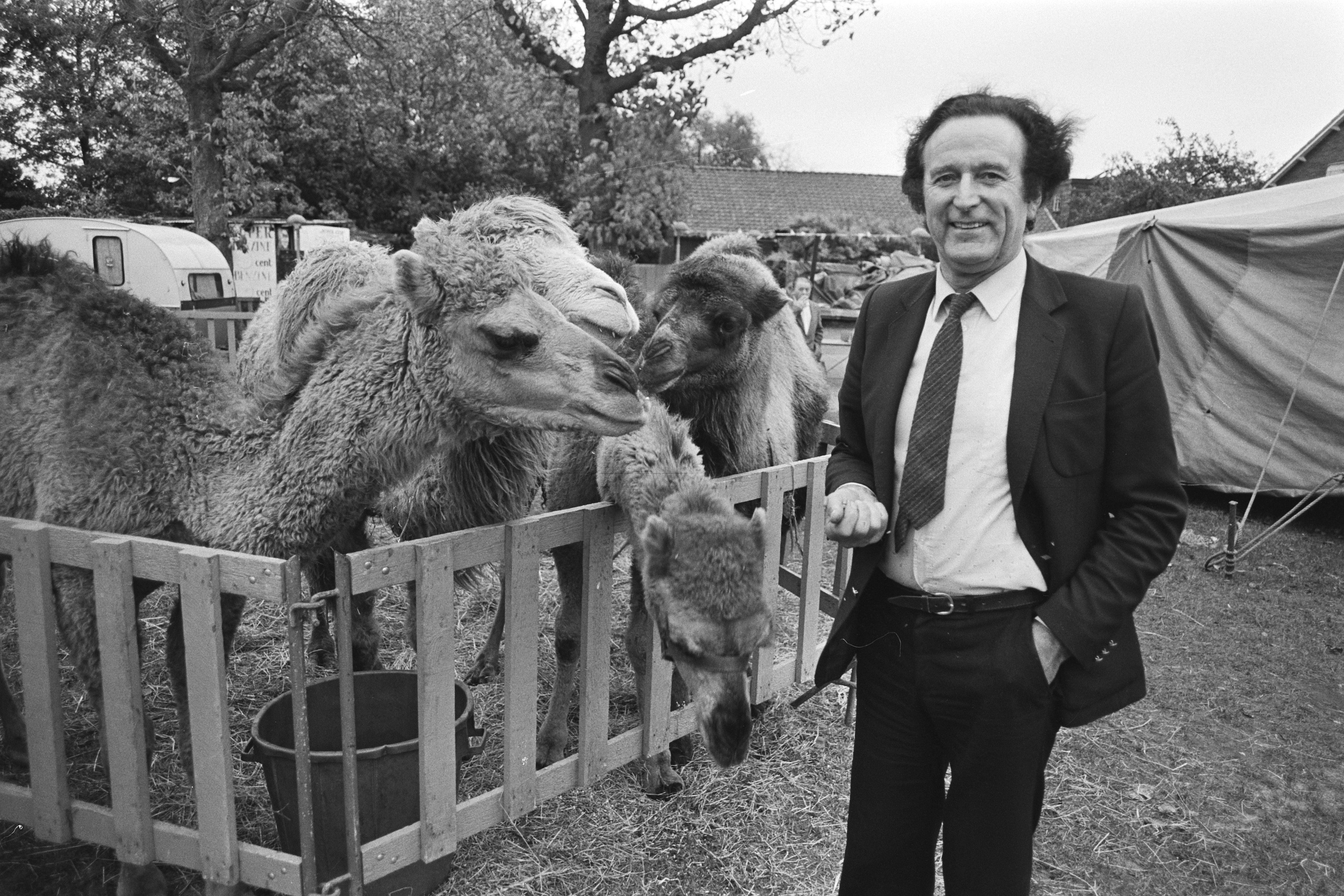
Toni Boltini anlässlich seiner letzten Zirkusvorstellung in Laren am 28. Oktober 1980

Circus Boltini war ein niederländischer Zirkus, gegründet von Toni Boltini. Er zählte bis 1980 zu den größten Zirkussen Europas.

## 1920 bis 1945
Der Gründer Toni Boltini wurde am 22. Februar 1920 als Wilhelm Marinus Antonius Akkerman geboren und begann seine Karriere im Wandervarieté seines Vaters Johannes. Dieser war Anhänger des aufkommenden Nationalsozialismus, so trat auch Wilhelm in die niederländische SS ein. Als Deutschland die Niederlande besetzte, gab es keine Genehmigung mehr für umher reisende Theater, gleichwohl aber für Zirkusveranstaltungen. So wandelte Wilhelm Akkerman das Variete um in einen Zirkus und nannte sich Toni Boltini. Dies war ein Künstlername, den bereits sein Großvater nutzte, der als Zauberer auftrat. 1942 kamen ihm Zweifel an den neuen Machthabern. Aufgrund von Widerstandshandlungen wurde er sechs Monate in ein Arbeitslager gesperrt und war nicht mehr Mitglied der SS. Nach seiner Entlassung half er dem niederländischen Widerstand. So engagierte er geflüchtete deutsche Juden und Sinti, wie Tata Mirando, unter falschen Papieren in seinem Zirkusorchester. Als dies aufflog und die Musiker in niederländische Lager eingesperrt wurden, verhinderte Boltini ihren Weitertransport in das KZ Auschwitz.
Toni Boltini wurde dafür nach dem Krieg mit dem Gedenkkreuz des Roten Kreuzes 1940–1945 ausgezeichnet.
Als der Zirkus am 5. September 1944, dem sogenannten Dolle Dinsdag, in Zeist regelrecht hängen blieb, erwies sich das als Glücksfall für die Bewohner des 40 km entfernten Wageningen. Diese standen unter dem gegenseitigen Artilleriefeuer der Kriegsparteien, welches im Rahmen der Operation Market Garden erfolgte. Auf Geheiß der deutschen Besatzer am 24. September 1944 musste Wageningen  evakuiert werden. Toni und Mitarbeiter des Zirkus holten mit ihren Traktoren und weiß gestrichenen Zirkuswagen, versehen mit einem Roten Kreuz, viele Menschen aus Wageningen und Otterlo ab.

## 1945 bis 1980
Nach dem Ende des Zweiten Weltkriegs und der erstarkenden Konkurrenz großer europäischer Zirkusse, die in den Niederlanden gastierten, investierte Boltini in Material und Ausstattung. Am Ende ließ er sich ein 55 Meter hohes Zelt mit 100 Metern Durchmesser für 7000 Besucher anfertigen, das dank eines hydraulischen Systems in anderthalb Stunden aufgebaut werden konnte. Während andere Zirkusse oft einen oder mehrere Tage mit dem Aufbau verbrachten und so gezwungen waren, diese Zeit an einem Ort zu verbringen, spezialisierte sich Boltini darauf, innerhalb eines Tages aufzubauen, eine Nachmittags- und eine Abendvorstellung zu geben, abzubauen und zum nächsten Veranstaltungsort weiterzureisen.

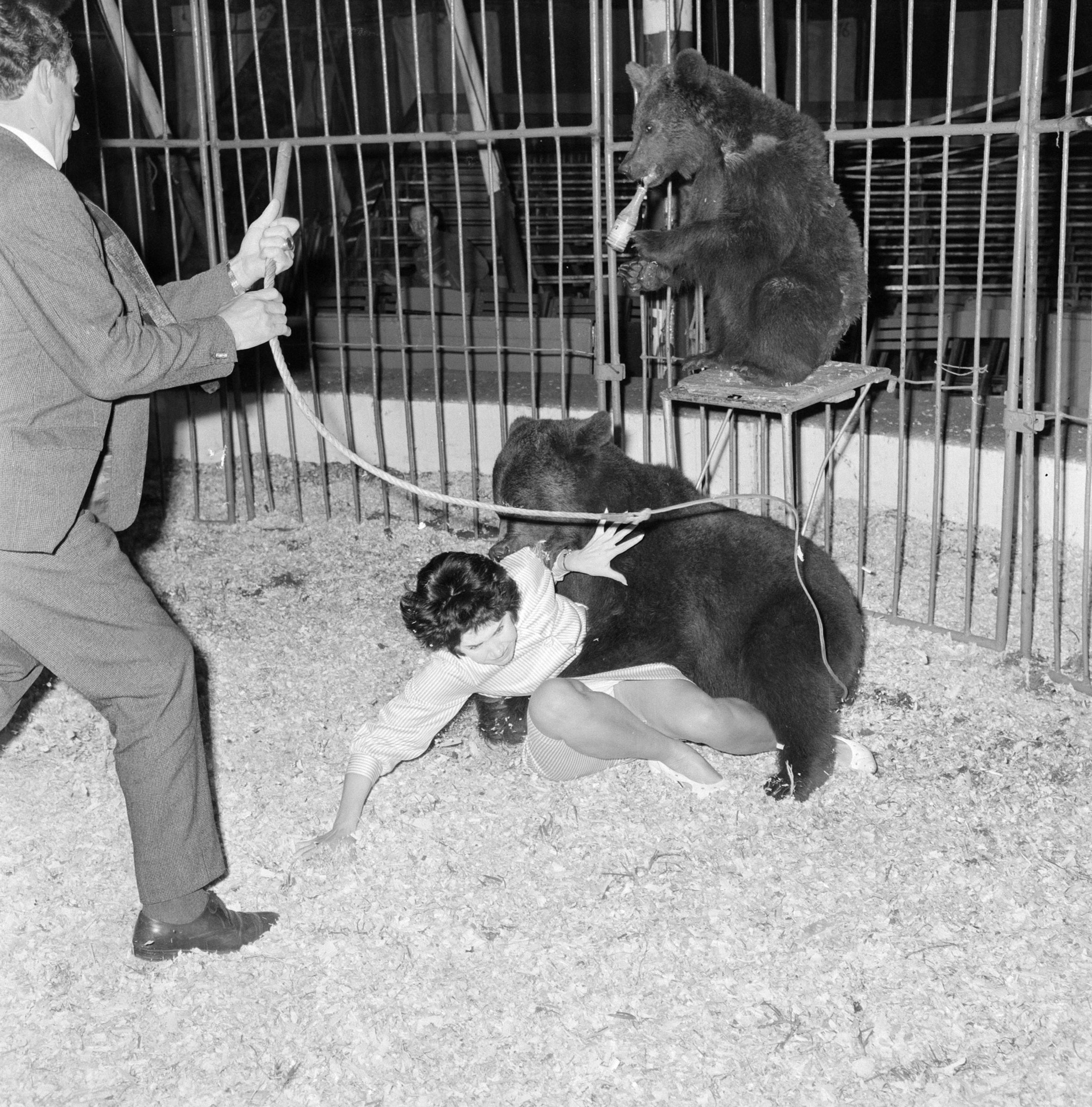
Sängerin (und seinerzeitige Pressesekretärin des Zirkus) Ria Kuyken wird von einem Bären angefallen

Im Jahr 1962 fiel einer seiner Bären seine Pressesekretärin Ria Kuyken an, der sich in ihren linken Oberarm verbiss. Sie überlebte den Angriff, musste sich aber einer längeren Genesung unterziehen. Der Bär wurde eingeschläfert. Der Fotograf Cees de Boer schoss ein Foto und gewann damit den Preis Pressefoto des Jahres in der Kategorie „News“ der World Press Photo Foundation. Der Beiname „Das Mädchen mit dem Bär“ half Ria Kuyken dabei eine Gesangskarriere zu starten.
1967 war Boltini als Koproduzent an dem Schwarz-Weiß-Film Adieu Filippi des belgischen Regisseurs Rik Kuypers beteiligt, der von einem verliebten Clown handelt. Der Film wurde größtenteils in seinem Zirkus gedreht, jedoch aber aufgrund finanzieller Probleme nie fertiggestellt.

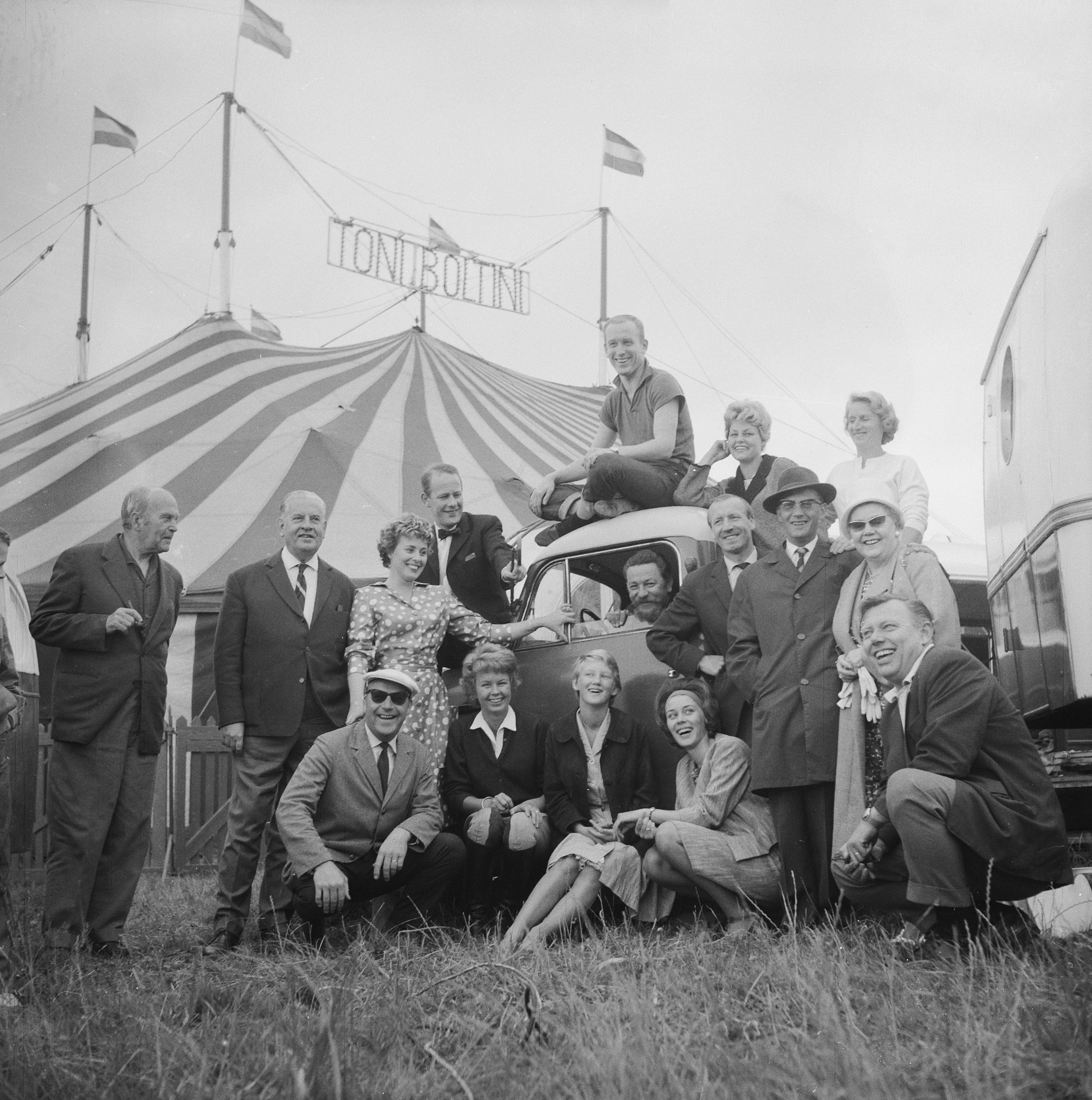
Artisten vor ihrem Auftritt, 1966

Neben Zirkusartisten gehörten auch Auftritte bekannter Sänger zum Programm. So traten u. a. Pierre Kartner, Johnny Lion oder Rob de Nijs sowie der Oboenspieler Jaap Stotijn in der Manege auf.

## Ende
Im Jahr 1980 beschloss Boltini sich mit 60 Lebensjahren aus dem aktiven Zirkusleben zurückzuziehen. Gegenüber der Zeitung Nieuwsblad van het Noorden führte er gesundheitliche Gründe an. So erlitt er in den vergangenen Jahren drei Herzinfarkte. Auch betrachtete er die Zeit der großen Zirkusse als abgelaufen. Nach einer Abschiedstournee und dem letzten Auftritt in Laren am 28. Oktober 1980 verkaufte den Zirkus und erwarb den in den 1930er Jahren errichteten Freizeitpark Oud Valkeveen in Naarden. Dort lebte er mit seiner zweiten Frau Pammy (* 1954), ihrem gemeinsamen Sohn Angelo und den beiden Töchtern aus erster Ehe. Auch seine Ex-Frau Dirkje (Dickie, 1932–2015) blieb nach der Scheidung 1984 weiter auf dem Grundstück wohnen. Die neue Ehefrau und das gemeinsame Kind schufen Spannungen, da die Töchter diese als „Eindringlinge“ betrachteten. Es wurde auch ein Prozess um die Erbschaft geführt.
Die Familie vermietet bis heute Zirkuszelte sowie dressierte Tiere für Theater und Film und vermittelt Artisten.
Zu seinem 75. Geburtstag ging Toni Boltini noch einmal mit einem großen italienischen Zirkus auf Tournee.
Einige Jahre danach kämpfte Boltini mit einem schlechten Gesundheitszustand und verstarb schließlich am 24. Dezember 2003 im Krankenhaus von Blaricum.